# Da Savignano

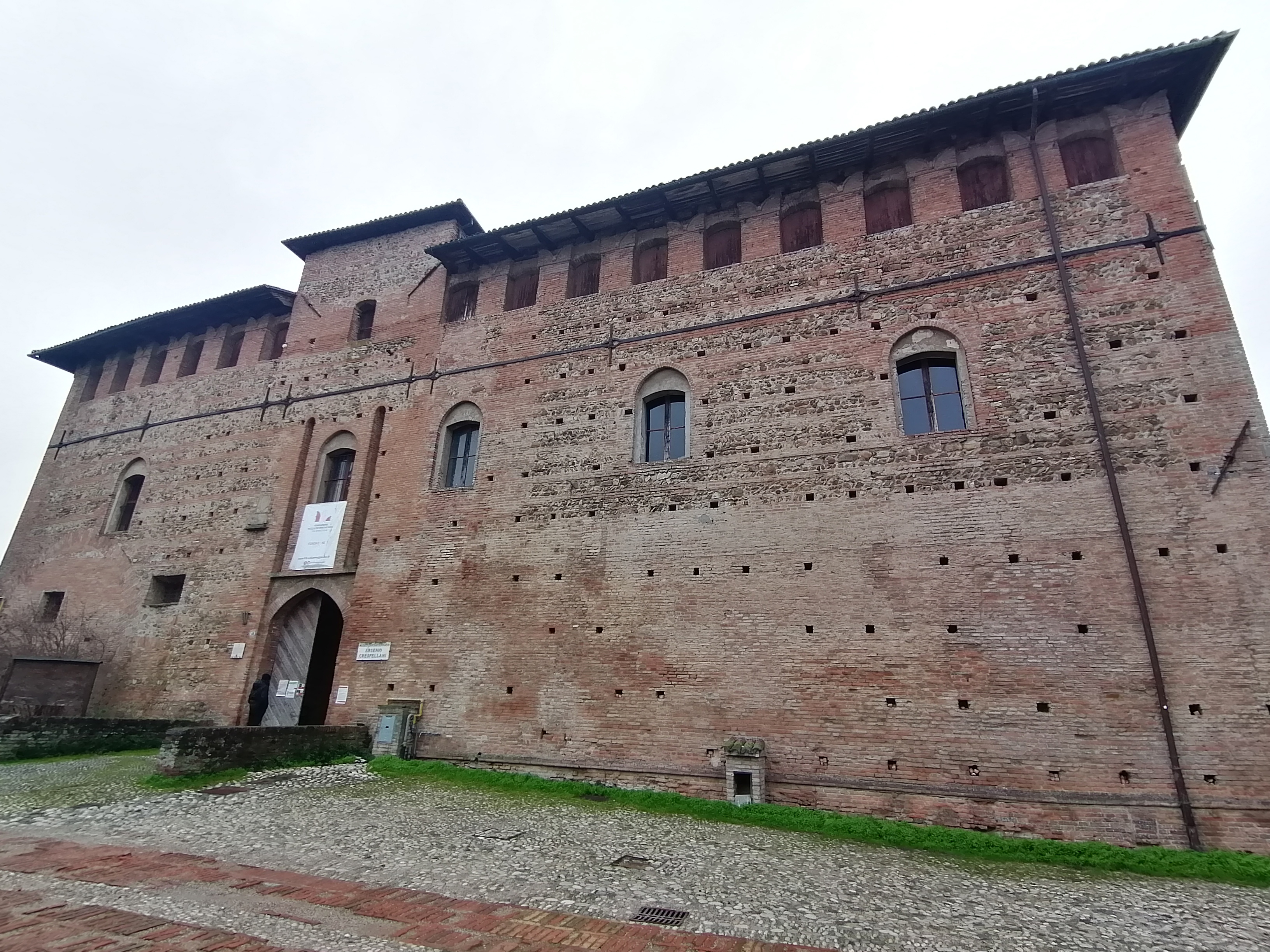
Castello di Savignano

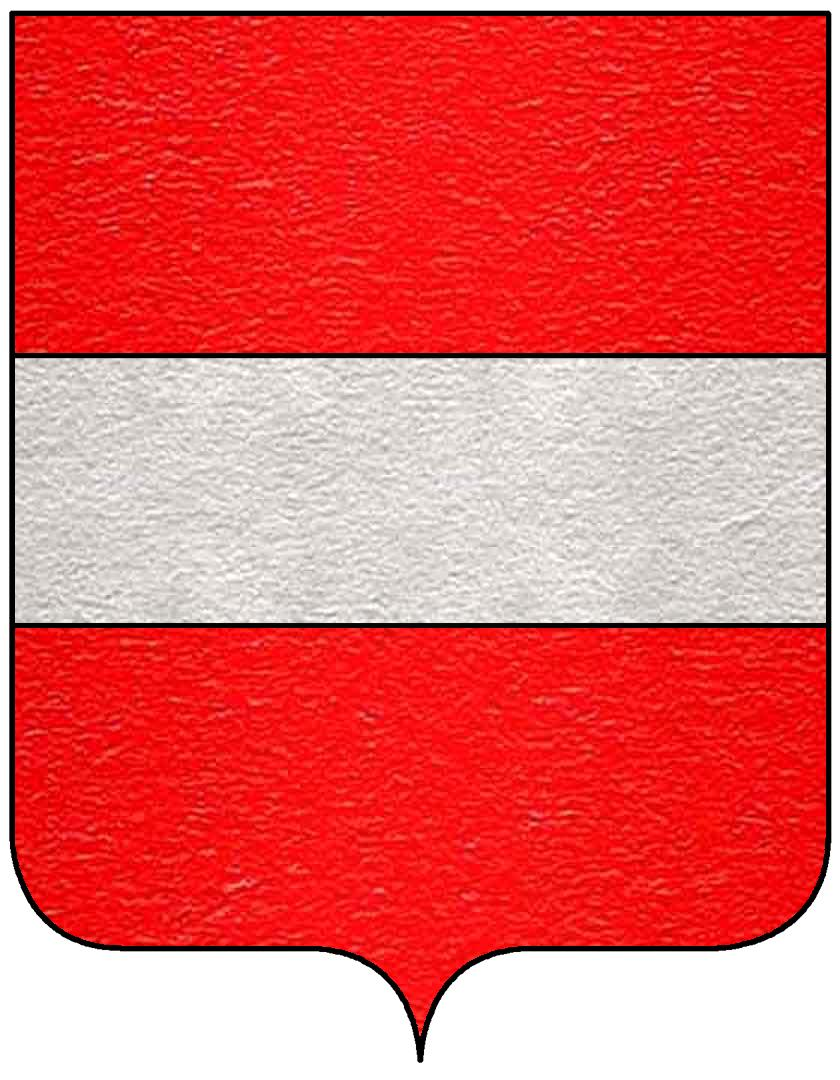
Stemma Savignani di Bologna

Da Savignano (Savignani), potente e nobile famiglia bolognese di parte guelfa, che deve il suo nome dal castello di Savignano, posto nell'omonima località, ora in provincia di Modena.
Fondatore fu Alberto che, perseguitato dall'imperatore Enrico IV di Franconia, fu costretto a lasciare il suo dominio per rifugiarsi in Bologna e prolungare la sua stirpe.

## Membri illustri
- Guido da Savignano (?-1265), padre di Bonaventura[2]
- Ugolino da Savignano, podestà di Parma nel 1263 e di Perugia nel 1264
- Bonaventura da Savignano (?-post 1291), giurista e avvocato della Chiesa
- Bartolomea da Savignano (?-1335), sposò Gherardo Rangoni (?-1370), signore di Castelvetro
- Bonifacio da Savignano (?-1365), condottiero[3]
- Ugolino da Savignano (?-1406), condottiero[4]
- Pietro da Savignano (XVII secolo), Cavaliere di Santo Stefano
- Aurelio da Savignano (XVII secolo), Cavaliere di Malta

## Arma
Inquartato d'oro e d'azzurro; col capo d'Angiò.